# Gerrit Hendrik van Leeuwen
Gerrit Hendrik van Leeuwen (Poortershaven, 22 januari 1909 –- 17 maart 1993) was de oprichter van het farmaceutische bedrijf Enzypharm.

## Biografie
De roepnaam van Gerrit van Leeuwen was Grut. De ouders van Van Leeuwen konden hun kind niet verder laten studeren dan de hogereburgerschool. Hij vond werk in de laboratoria van de Bataafse Petroleum Maatschappij. In 1938 verliet hij het bedrijf en begon zijn eigen onderneming in kunsthars, -leer en -rubber.
Na het overlijden van zijn moeder ten gevolge van kanker, besloot Van Leeuwen zich in farmacologie te gaan verdiepen. Na de Tweede Wereldoorlog kreeg hij twee jaar detentie opgelegd, tijdens deze jaren studeerde hij geneeskunde, farmacologie en biochemie. In 1948 zette hij in Soest het bedrijf De Sfynx op, dat vrij snel hernoemd werd naar Enzypharm. Het bedrijf ging medicijnen maken op basis van planten en was gevestigd in De Witte Burcht te Soest, waar Van Leeuwen van 1960 tot 1993 ook zelf woonde. Hun bekendste middelen zijn Vasolastine en Rheumajecta, die sinds de jaren 60 omstreden zijn.
In 1970 liet Van Leeuwen de Utrechtse hoogleraar Tenhaeff onderzoeken of parapsychologische verschijnselen wetenschappelijk waren vast te stellen. Deze onderzocht of paragnost Gerard Croiset door middel van handoplegging invloed kon uitoefenen op stoffen als nikkel(II)chloride, fructose and indigo. Tenhaeff vergeleek behandelde en onbehandelde stoffen met een Beckman spectrofotometer. Hoewel hij afwijkende meetresultaten vaststelde, concludeerde hij dat het onduidelijk was, wat de betekenis daarvan was.

## Persoonlijk
Grut van Leeuwen was getrouwd. In zijn vrije tijd hield hij zich bezig met uitvinden; zo ontwierp hij een nieuw remsysteem voor auto's. Tot aan zijn overlijden in 1993, op 84-jarige leeftijd, bleef hij werkzaam als directeur van Enzypharm.